# Thieu
Thieu is een dorp in de Belgische provincie Henegouwen, en een deelgemeente van de Waalse gemeente Le Rœulx. Tot 1 januari 1977 was het een zelfstandige gemeente. Het dorp ligt aan het Centrumkanaal en is vooral bekend omwille van zijn scheepsliften.
De 89-ste bisschop van Doornik, Jean-Joseph Delplancq, werd hier in 1767 geboren.
De Nederlandse componist, Matthijs Vermeulen, zat in Thieu enige tijd op het seminarie bij de jezuïeten.

## Bezienswaardigheden
- Op het tracé van het oude Centrumkanaal ligt Lift nr. 4, een van de vier hydraulische scheepsliften op het kanaal, die op de werelderfgoedlijst van de UNESCO staan.
- Op de grens met Strépy-Bracquegnies staat op het nieuwe Centrumkanaal de moderne en grote Scheepslift van Strépy-Thieu.
- De Sint-Gorikskerk (Église Saint-Géry)
- De kapel van Onze-Lieve-Vrouw van Goede Hoop (Chapelle Notre Dame de Bonne Espérance). Deze kapel is gelegen aan de toegangshelling tot de Sint-Jozefsschool (Ecole de Saint-Joseph) en werd in 1934 gebouwd als eerbetoon aan een voormalige inwoner van Thieu: bisschop Jean-Joseph Delplancq.

## Natuur en landschap
Thieu ligt aan het Centrumkanaal, waar zowel de oiude en de nieuwe loop parallel aan elkaar liggen. De hoogte aan de kerk bedraagt 58 meter.

## Economie
Al in 1715 gaf de prins van Croÿ concessies uit voor steenkoolwinning. Men had te lijden van wateroverlast. Tussen 1732 en 1773 was een nieuwe maatschappij werkzaam. In de 19e eeuw bleef de steenkoolwinning van weinig belang maar in 1908 kwam de Puits Saint-Henri in bedrijf. In 1914 vond nog een ongeval plaats waarbij negen mijnwerkers om het leven kwamen. De mijn sloot in 1958.
Naast steenkool werd ook krijt gewonnen voor de cementindustrie.

## Demografische ontwikkeling
- Bronnen:NIS, Opm:1831 tot en met 1970=volkstellingen, 1976= inwoneraantal op 31 december

## Bereikbaarheid
In het station Thieu stoppen reizigerstreinen:
- eenmaal per uur, op werkdagen,
- eenmaal per twee uren, tijdens de weekends en op feestdagen.

## Illustraties

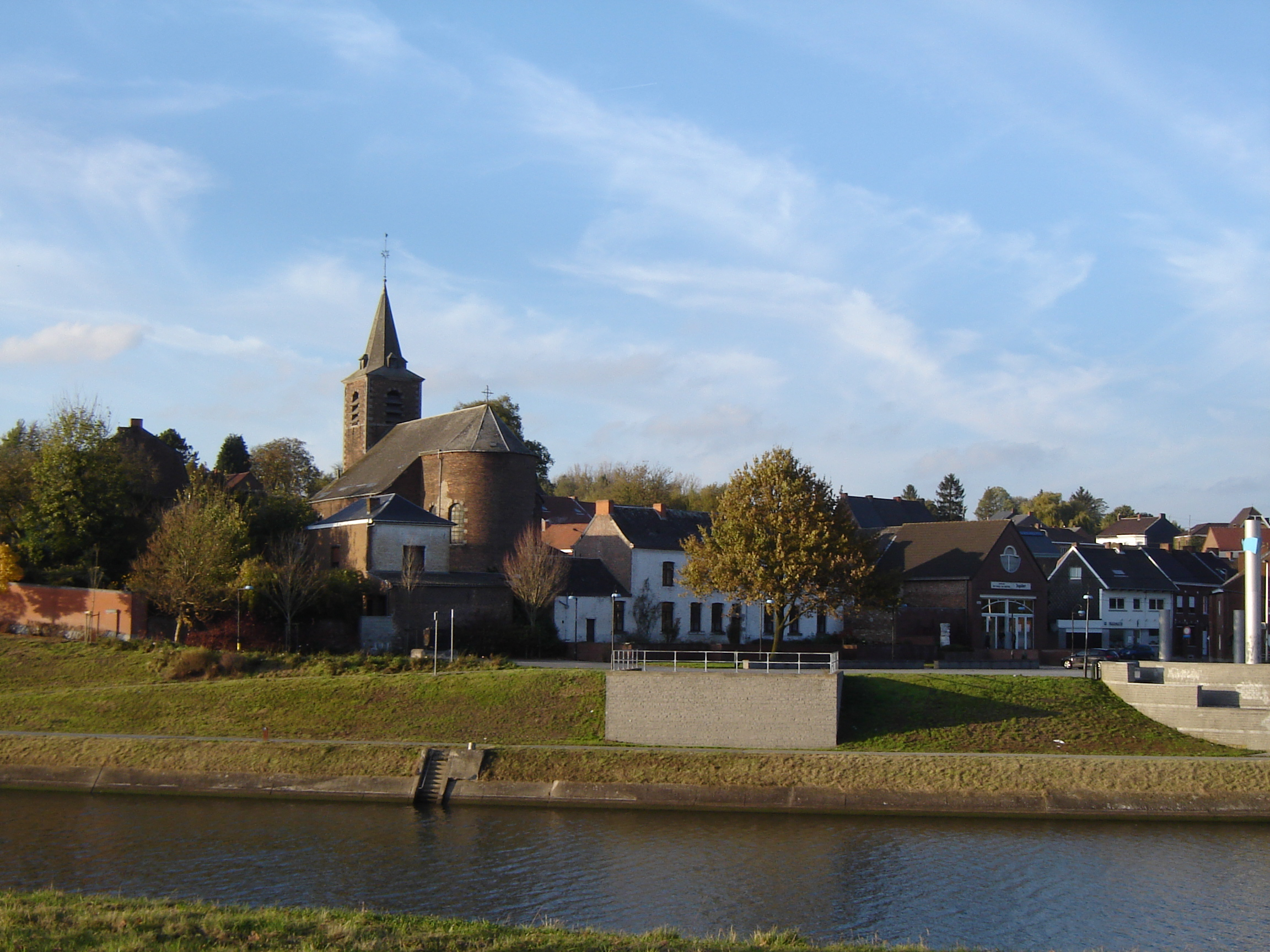
Zicht op Thieu aan het Centrumkanaal
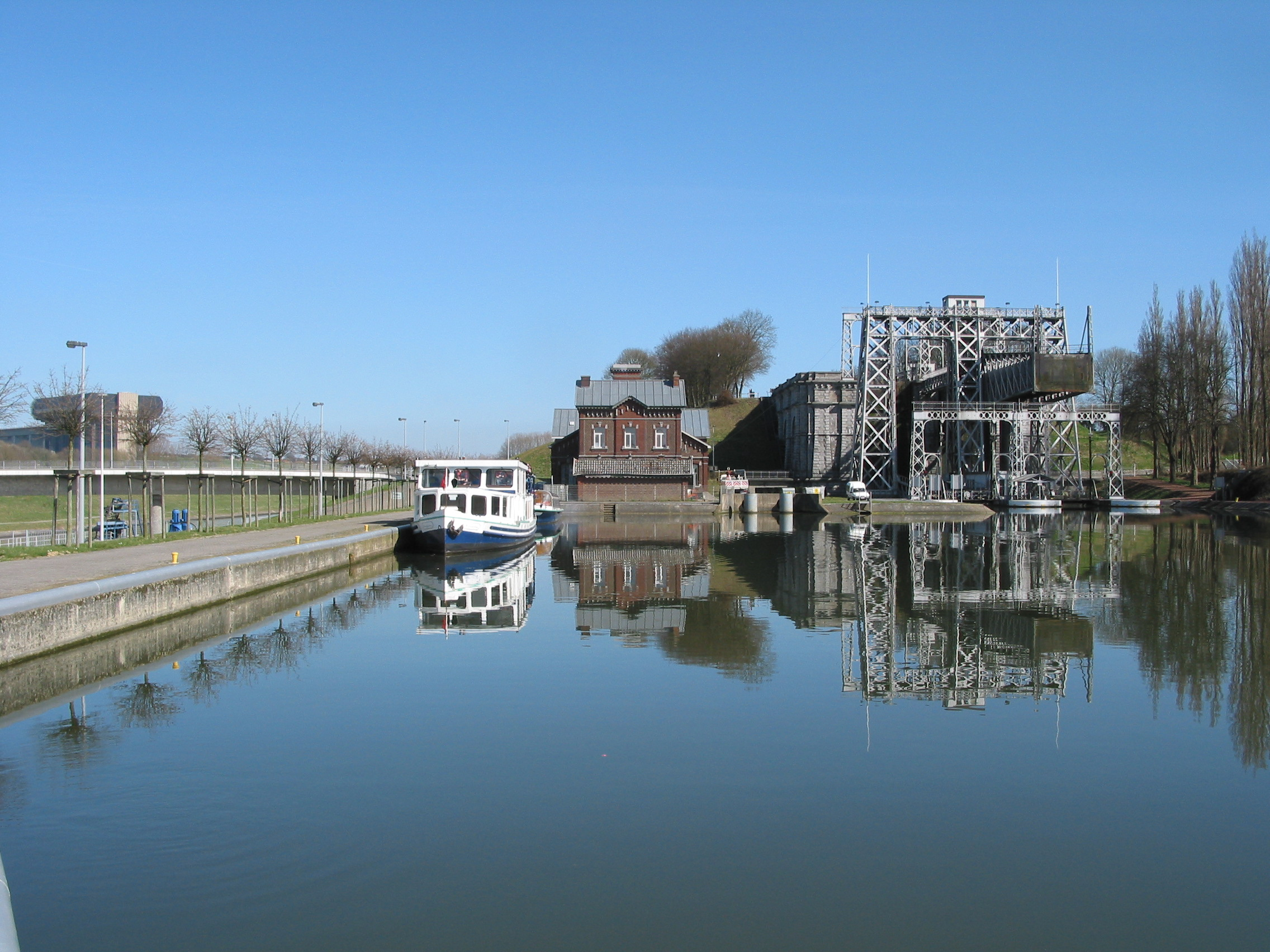
Scheepslift Nº4 en nieuwe Scheepslift van Strépy-Thieu
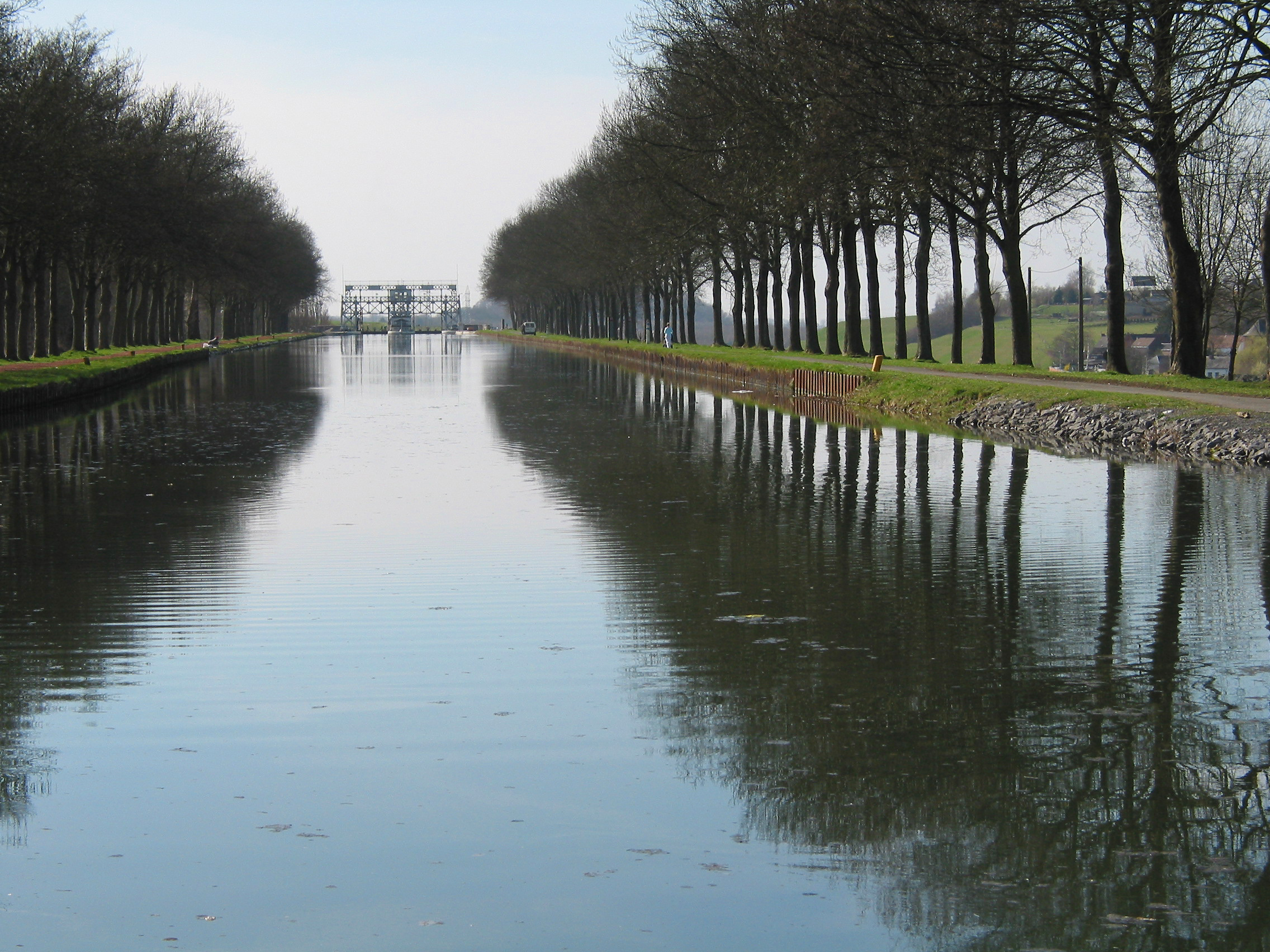
Centrumkanaal en Scheepslift Nº4
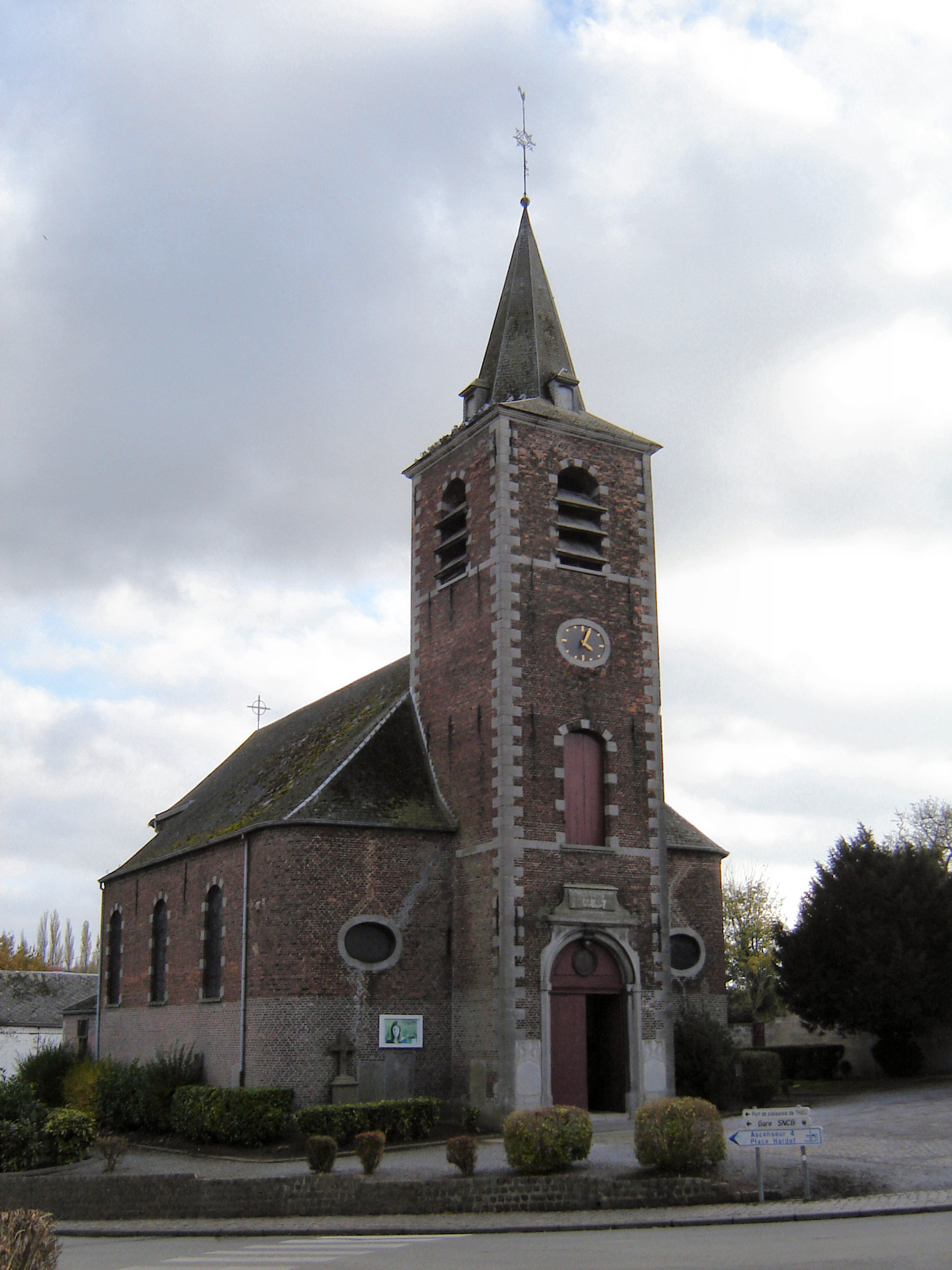
Église Saint-Géry

## Nabijgelegen kernen
Le Roeulx, Strépy-Bracquegnies, Maurage, Ville-sur-Haine